# Uraeotyphlidae
Uraeotyphlidae é uma família de anfíbios pertencentes à ordem Gymnophiona composta por animais de um único gênero, o Uraeotyphlus.
Os membros desta família podem ser encontrados na Índia. São animais pouco conhecidos, sendo semlhantes aos Ichthyophiidae: a principal diferença reside na localização da boca e dos tentáculos.
Têm um comprimento reduzido, raramente atingindo os 30 cm. Possuem uma coloração castanha ou cinsenta escura.

## Taxonomia
- Género Uraeotyphlus Peters, 1880
  - Uraeotyphlus interruptus Pillai e Ravichandran, 1999
  - Uraeotyphlus malabaricus (Beddome, 1870)
  - Uraeotyphlus menoni Annandale, 1913
  - Uraeotyphlus narayani Seshachar, 1939
  - Uraeotyphlus oxyurus (Duméril e Bibron, 1841)